# Équipe de Belgique de football en 1958
Maillots
Chronologie
Saison précédente Saison suivante
L'équipe de Belgique de football n'enregistre qu'une seule victoire en six rencontres en 1958, reflet du malaise et du creux dans lequel se trouvent alors les Diables Rouges.

## Résumé de la saison

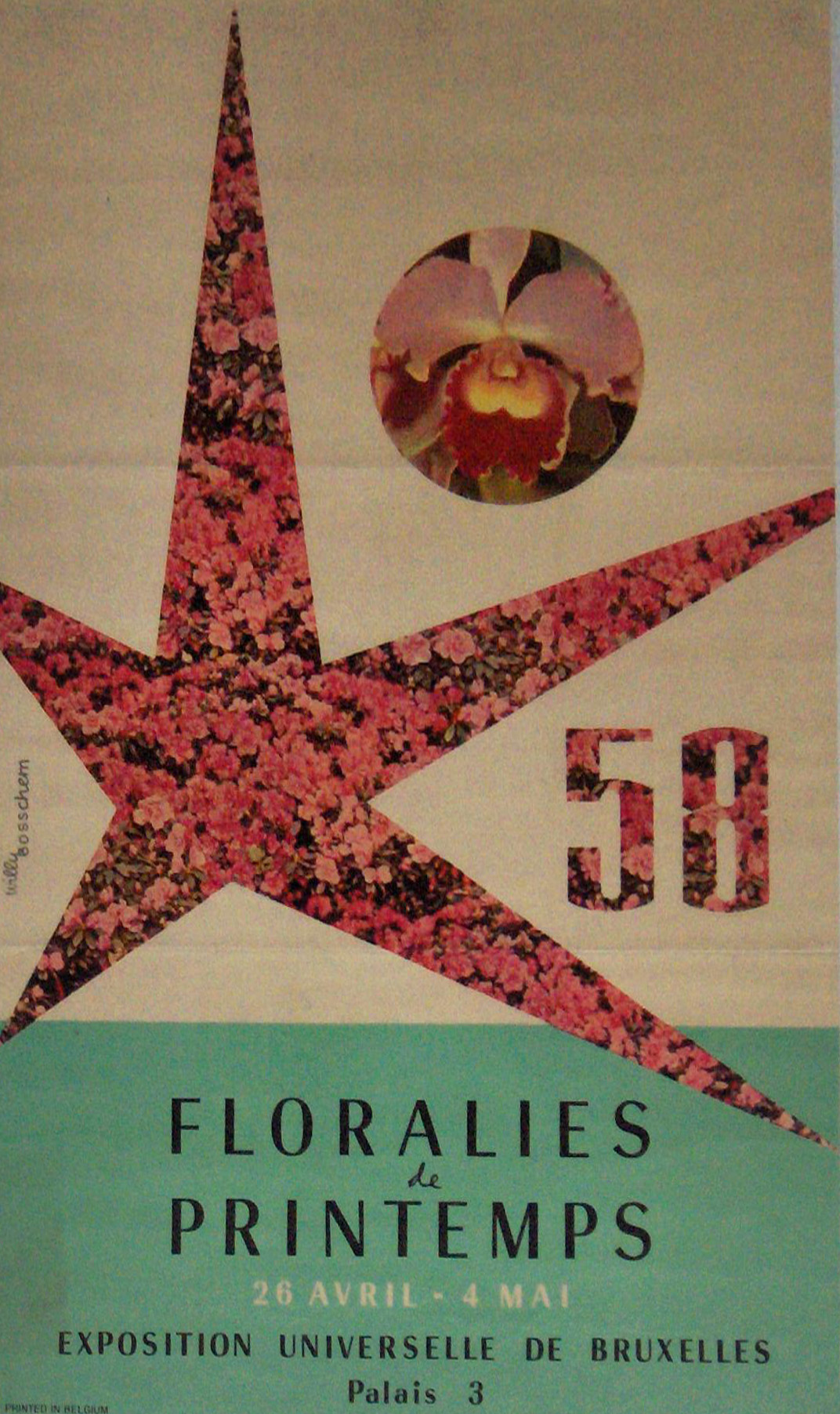
Affiche de l'Expo 58, œuvre de Willy Bosschem reprenant le logotype de Lucien De Roeck.

L'année démarre au Heysel par l'accueil des Allemands, champions du monde en titre, en pleine préparation et biens décidés à défendre leurs lauriers en Suède. Si les Belges débutèrent méritoirement la partie et prirent l'initiative, leurs tentatives restèrent lettre morte et lorsqu'à la demi-heure, Paul Van Den Berg, blessé, dû céder sa place à Martin Lippens, la tendance s'inversa et la Mannschaft prit le jeu à son compte pour s'imposer (0-2) en ayant toutefois galvaudé quelques opportunités et après qu'un but du Gantois Orlans fut annulé par l'arbitre britannique Leafe pour hors-jeu.
Le traditionnel derby des plats pays a lieu mi-avril au Bosuil mais « De hel van Deurne » (« l'enfer de Deurne ») sera surtout un enfer pour les Belges qui y subissent leur plus lourde défaite (2-7) d'après-guerre face à leurs voisins bataves, et à domicile depuis 1911. Deux périodes d'un quart d'heure en seconde mi-temps auront suffi aux Néerlandais pour inscrire six buts, par les insaisissables Lenstra, Moulijn et Wilkes, et mettre définitivement à genoux les Diables Rouges qui louperont aussi un coup de pied de réparation stoppé par le portier orangiste, Frans de Munck.
Cette année-là se tient également l'Exposition universelle de 1958 ou Expo 58, du 17 avril au 19 octobre sur le plateau du Heysel, qui attire près de 42 millions de visiteurs et laisse un profond et marquant souvenir en Belgique. Première Exposition universelle de l’après Seconde Guerre mondiale, l'événement est profondément lié à son époque et est le prétexte d'importants bouleversements et travaux dans la ville de Bruxelles dont les boulevards sont transformés en autoroutes urbaines et l'Atomium, construit pour l’occasion, est devenu l’une des images de marque incontournables de la ville et du pays. Parmi les nombreuses manifestations et festivités organisées en marge de l'Expo 58, se déroule la finale de la Coupe des clubs champions, disputée au stade du Heysel le 28 mai : le Real Madrid s'impose (3-2), après prolongation, devant l'AC Milan.
Deux jours avant cette finale, la Belgique se déplace en Suisse et remporte une victoire flatteuse (0-2) alors que les Helvètes avaient tout au long de la rencontre développé le meilleur jeu mais s'étaient heurtés à une solide défense belge et un Vanderstappen intraitable. Ceci allait être le dernier fait du magyar Géza Toldi, qui ne laissa pas un souvenir impérissable à la tête de l'équipe de Belgique.

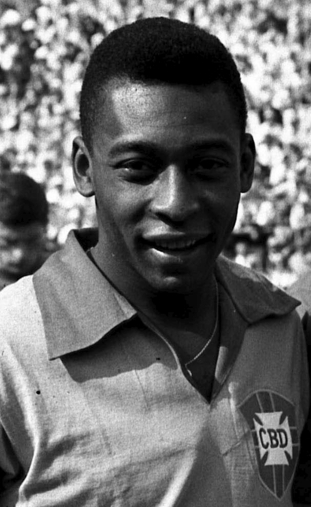
Pelé en 1963.

La sixième Coupe du monde de football s'est tenue en Suède du 8 juin au 29 juin 1958 et voit la naissance d'un futur prodige du ballon rond : Edson Arantes do Nascimento, dit Pelé. Le jeune homme âgé alors de 17 ans a présenté ses fabuleux talents au monde en incarnant la force de l'attaque des Brésiliens, qui décrochent enfin leur premier titre, et marquant six buts - dont deux en finale contre les hôtes. La France, qui termine troisième, a pour meneur de jeu Raymond Kopa et pour buteur Just Fontaine qui, avec 13 buts, inscrit le record de buts sur une seule Coupe du monde, record toujours d'actualité. C'est aussi la seule fois où toutes les équipes du Royaume-Uni sont présentes (Angleterre, Écosse, Pays de Galles et Irlande du Nord).
Au lendemain du Mondial, auquel la Belgique ne fut pas à même de participer, la Fédération décide de réagir. Du fait de l'importance grandissante des compétitions européennes interclubs, clubs et joueurs négligeaient quelque peu l'équipe nationale dont la gestion fut historiquement assurée, et compliquée, par des comités pléthoriques : le Comité exécutif avait créé une Commission technique qui elle-même avait désigné un nouveau Comité de sélection. Les résultats en dents de scie, le nombre élevé de contre-performances entrecoupées de quelques exploits et la valse qui vit pas moins de neuf entraîneurs se succéder en l'espace de huit ans à la direction des Diables Rouges n'étaient pas exclusivement la responsabilité de ces entraîneurs mais aussi et surtout la conséquence de la politique de la fédération, comme l'expliquait à l'époque Jacques Thibaut dans « Le Soir » : « L'incohérence de la politique en matière d'équipe nationale est partiellement responsable de ce fiasco. L'autorité de l'Union Belge n'a cessé de décroître au point qu'actuellement, notre organisme fédéral tolère sans réagir que plusieurs de ses affiliés affirment sur la place publique qu'ils se moquent éperdument des règlements fédéraux. Pour l'entraîneur fédéral, on tire à hue et à dia : on a employé des entraîneurs "plein temps" en estimant qu'ils n'auraient pas trop de toutes leurs journées pour assurer un bon travail de prospection dans les clubs et de coordination entre les diverses tendances. Puis, on estima que ces entraîneurs ne servaient, au fond, pas à grand-chose et qu'un "mi-temps" ferait tout aussi bien l'affaire. On passa ainsi d'une conception à l'autre selon l'humeur du moment ou l'influence d'un clan sans que personne, à l'Union Belge, ne trouve cela anormal ou ne s'inquiète des répercussions financières ou morales de ces opérations aussi diverses qu'inutiles. On ne peut donc pas dire qu'il y ait unité dans la façon de conduire l'équipe nationale et, en même temps, le football belge. La faute n'incombe pas nécessairement aux entraîneurs. Elle est imputable, en fait, à ce manque d'autorité dont nous parlions. Tant que cette autorité ne sera pas rétablie, il n'y a aucun espoir que notre football sorte des ombres où il a été précipité ». Il fut alors décidé, à l'image d'autres grandes nations footballistiques, de désigner un directeur technique et sélectionneur unique. Cette autorité retrouvée aurait pour nom Constant Vanden Stock qui allait profondément marquer l'histoire de l'équipe de Belgique de football au cours de la décennie à venir.
C'est donc sous la houlette du tout nouveau sélectionneur fédéral et d'un nouvel entraîneur, l'Autrichien Viktor Havlicek (en), que les Belges reçoivent les Pays-Bas, fin septembre, pour la deuxième fois de l'année et s'inclinent à nouveau (2-3) dans une rencontre décevante, décrite par la presse batave comme une « orgie de football moyen », et au terme de laquelle aucune des deux parties n'aurait mérité la victoire et la Belgique, malgré un niveau moins mauvais que son adversaire du jour, ne fut pas rétribuée à sa juste valeur.
Un nul insipide à domicile fin octobre face à la Turquie (1-1) et une défaite logique en déplacement face à la Hongrie (3-1) clôturent une année en demi-teinte au niveau des résultats mais riche en remaniements profonds et durables en termes d'organisation.

## Les matchs
| Match amical                                                 | Belgique | 0 - 2   | Allemagne de l'Ouest      | Stade du Heysel Laeken, Belgique                |                                                 |
| 2 mars 1958 · 14:30 heure locale · Historique des rencontres |          | (0 – 1) | Schäfer 23e · Schmidt 60e | Spectateurs : 55 970 Arbitrage : Reginald Leafe | Spectateurs : 55 970 Arbitrage : Reginald Leafe |
| 2 mars 1958 · 14:30 heure locale · Historique des rencontres | Rapport  |         |                           | Spectateurs : 55 970 Arbitrage : Reginald Leafe | Spectateurs : 55 970 Arbitrage : Reginald Leafe |

| Match amical                                                   | Belgique        | 2 - 7   | Pays-Bas                                                                                 | Bosuilstadion Deurne, Belgique              |                                             |
| 13 avril 1958 · 15:00 heure locale · Historique des rencontres | Coppens 68e 87e | (0 – 1) | Lenstra 6e 60e · van Wissen (nl) 50e · Moulijn 55e · Wilkes 81e 85e · Notermans (nl) 89e | Spectateurs : 57 167 Arbitrage : Jack Mowat | Spectateurs : 57 167 Arbitrage : Jack Mowat |
| 13 avril 1958 · 15:00 heure locale · Historique des rencontres | Rapport         |         |                                                                                          | Spectateurs : 57 167 Arbitrage : Jack Mowat | Spectateurs : 57 167 Arbitrage : Jack Mowat |

| Match amical                                                 | Suisse  | 0 - 2   | Belgique                    | Stade du Hardturm Zurich, Suisse                  |                                                   |
| 26 mai 1958 · 16:00 heure locale · Historique des rencontres |         | (0 – 1) | Stockman 35e · Paeschen 70e | Spectateurs : 30 028 Arbitrage : Juan Gardeazábal | Spectateurs : 30 028 Arbitrage : Juan Gardeazábal |
| 26 mai 1958 · 16:00 heure locale · Historique des rencontres | Rapport |         |                             | Spectateurs : 30 028 Arbitrage : Juan Gardeazábal | Spectateurs : 30 028 Arbitrage : Juan Gardeazábal |

| Match amical                                                       | Belgique               | 2 - 3   | Pays-Bas                                                 | Bosuilstadion Deurne, Belgique                |                                               |
| 28 septembre 1958 · 15:00 heure locale · Historique des rencontres | Hanon 20e · Piters 53e | (1 – 1) | van der Hart 38e · van der Linden (nl) 59e · Kruiver 84e | Spectateurs : 57 167 Arbitrage : István Zsolt | Spectateurs : 57 167 Arbitrage : István Zsolt |
| 28 septembre 1958 · 15:00 heure locale · Historique des rencontres | Rapport                |         |                                                          | Spectateurs : 57 167 Arbitrage : István Zsolt | Spectateurs : 57 167 Arbitrage : István Zsolt |

| Match amical                                                     | Belgique   | 1 - 1   | Turquie   | Stade du Heysel Laeken, Belgique                 |                                                  |
| 26 octobre 1958 · 15:00 heure locale · Historique des rencontres | Piters 53e | (0 – 0) | Oktay 78e | Spectateurs : 28 703 Arbitrage : Pierre Schwinte | Spectateurs : 28 703 Arbitrage : Pierre Schwinte |
| 26 octobre 1958 · 15:00 heure locale · Historique des rencontres | Rapport    |         |           | Spectateurs : 28 703 Arbitrage : Pierre Schwinte | Spectateurs : 28 703 Arbitrage : Pierre Schwinte |

| Match amical                                                      | Hongrie           | 3 - 1   | Belgique     | Népstadion Budapest, Hongrie                 |                                              |
| 23 novembre 1958 · 14:00 heure locale · Historique des rencontres | Tichy 38e 63e 70e | (1 – 1) | Mallants 45e | Spectateurs : 60 000 Arbitrage : Leo Lemešić | Spectateurs : 60 000 Arbitrage : Leo Lemešić |
| 23 novembre 1958 · 14:00 heure locale · Historique des rencontres | Rapport           |         |              | Spectateurs : 60 000 Arbitrage : Leo Lemešić | Spectateurs : 60 000 Arbitrage : Leo Lemešić |

## Les joueurs
| Joueurs              | Joueurs                   | Amical | Amical | Amical | Amical | Amical | Amical |
| -------------------- | ------------------------- | ------ | ------ | ------ | ------ | ------ | ------ |
| Gardiens de but      |                           |        |        |        |        |        |        |
| Louis Leysen         | K Berchem Sport           | 90     | 90     | r      |        |        |        |
| Théo Collette        | RCS Verviétois            | r      |        |        |        |        |        |
| André Vanderstappen  | Olympic Club de Charleroi |        | r      | 90     | 90     | 90     | 90     |
| Willy Coremans       | Royal Antwerp FC          |        |        |        | r      | r      | r      |
| Défenseurs           |                           |        |        |        |        |        |        |
| Henri Diricx         | Union Saint-Gilloise      | 90     | 90     | 90     |        | r      |        |
| Alphons Van Brandt   | K Lierse SK               | r      |        |        |        |        |        |
| Gilbert Marnette     | Standard de Liège         |        | 90,    |        |        |        |        |
| Jacques Culot        | RSC Anderlechtois         |        | r      |        |        |        |        |
| Marcel Dries         | K Berchem Sport           |        |        | 90     | r      | 90     | 90     |
| Roland Storme        | ARA La Gantoise           |        |        | 90     | 90     | 90     | 90     |
| Charles De Vogelaere | RSC Anderlechtois         |        |        | r      | 90,    |        | r      |
| Léon Close           | Union Saint-Gilloise      |        |        |        |        | 90     |        |
| Milieux              |                           |        |        |        |        |        |        |
| Louis Carré          | RFC Liégeois              | 90     |        |        |        |        |        |
| Henri Thellin        | Standard de Liège         | 90     | 90     |        | 90     | 90     | 90     |
| Victor Mees          | Royal Antwerp FC          | 90     | 90     | r      |        | r      | 90     |
| Jean Mathonet        | Standard de Liège         | 90     | 90     | 90     | 90     | 90     | 90     |
| Jef Jurion           | RSC Anderlechtois         | 90     | 90     | 90     | 90     |        | r      |
| Richard Orlans       | ARA La Gantoise           | 90     | 90     | r      | r      | 90     | 90     |
| Martin Lippens       | RSC Anderlechtois         | 30e    |        | 90     |        |        | r      |
| Pierre Hanon         | RSC Anderlechtois         | r      |        |        | 90 ,   |        |        |
| René Vanderwilt      | RSC Anderlechtois         |        | r      | 90     |        |        |        |
| André Van Herpe      | ARA La Gantoise           |        |        |        | r      | 90     |        |
| Karel Mallants       | Standard de Liège         |        |        |        |        |        | 90 ,   |
| Attaquants           |                           |        |        |        |        |        |        |
| Jef Vliers           | R Beerschot AC            | 90     | 90     |        |        |        |        |
| Rik Coppens          | R Beerschot AC            | 90     | 90     |        |        |        |        |
| Paul van den Berg    | Union Saint-Gilloise      | 30e    |        |        |        |        |        |
| Jacques Stockman     | RSC Anderlechtois         |        | 90     | 90     | 90     | 90     |        |
| Marcel Paeschen      | Standard de Liège         |        | r      | 90     | 90     | r      | 90     |
| Denis Houf           | Standard de Liège         |        |        | 90     | 90     | 90     | 90     |
| André Piters         | Standard de Liège         |        |        |        | 90     | 90     | 90     |

Un « r » indique un joueur qui était parmi les remplaçants mais qui n'est pas monté au jeu.
1. 1 2 3 4 5 6 7 8 9  Dernière sélection officielle pour le joueur.
2. 1 2 3 4 5 6 7  Première sélection officielle pour le joueur.
3. 1 2 3 4  Premier but officiel pour le joueur.

## Sources